# ジャイルズ郡 (バージニア州)
ジャイルズ郡（英: Giles County）は、アメリカ合衆国バージニア州の南西部に位置する郡である。2010年国勢調査での人口は17,286人であり、2000年の16,657人から3.8%増加した。郡庁所在地はペアリスバーグ（人口2,786人）であり、同郡で人口最大の都市でもある。
ジャイルズ郡はブラックスバーグ・クリスチャンズバーグ・ラドフォード大都市圏に属している。郡内にマウンテン湖があり、州内に2つしかない自然湖の1つである。この湖からリトルストーニー・クリークに流れ、美しい滝の「ザ・カスケード」を通り、ニュー川に注いでいる。

## 歴史
ジャイルズ郡は1806年に、モントゴメリー郡、ワイス郡、テイズウェル郡のそれぞれ一部を合わせて設立された。郡名は、1762年にアメリア郡で生まれたウィリアム・ブランチ・ジャイルズに因んで名付けられた。ジャイルズは弁護士であり、アメリカ合衆国下院議員に選ばれて1790年から1815年まで議員を務めた。バージニア州議会議員も1816年から1822年まで務めた。1827年にはバージニア州知事に選ばれた。全体で40年間、国と州に仕えたことになる。

## 地理
アメリカ合衆国国勢調査局に拠れば、郡域全面積は360平方マイル (932.4 km2)であり、このうち陸地357平方マイル (924.6 km2)、水域は3平方マイル (7.8 km2)で水域率は0.85%である。

### 主要高規格道路
- アメリカ国道219号線
- アメリカ国道460号線
- バージニア州道42号線
- バージニア州道100号線

### 鉄道
- ノーフォーク・サザン鉄道バージニア事業部

### 隣接する郡
- サマーズ郡 (ウェストバージニア州) - 北
- モンロー郡 (ウェストバージニア州) - 北
- クレイグ郡 - 東
- モントゴメリー郡 - 南東
- プラスキ郡 - 南
- ブランド郡 - 西
- マーサー郡 (ウェストバージニア州) - 北西

### 国立保護地域
- ジェファーソン国立の森（部分）

## 人口動態
以下は2000年国勢調査による人口統計データである。
| 基礎データ - 人口: 16,657人 - 世帯数: 6,994 世帯 - 家族数: 4,888 家族 - 人口密度: 18人/km2（47人/mi2） - 住居数: 7,732軒 - 住居密度: 8軒/km2（22軒/mi2） 人種別人口構成 - 白人: 97.41% - アフリカン・アメリカン: 1.58% - ネイティブ・アメリカン: 0.14% - アジア人: 0.19% - その他の人種: 0.16% - 混血: 0.53% - ヒスパニック・ラテン系: 0.63% 年齢別人口構成 - 18歳未満: 22.0% - 18-24歳: 6.8% - 25-44歳: 28.4% - 45-64歳: 26.1% - 65歳以上: 16.7% - 年齢の中央値: 40歳 - 性比（女性100人あたり男性の人口） - 総人口: 95.6 - 18歳以上: 92.2 | 世帯と家族（対世帯数） - 18歳未満の子供がいる: 28.1% - 結婚・同居している夫婦: 56.1% - 未婚・離婚・死別女性が世帯主: 9.7% - 非家族世帯: 30.1% - 単身世帯: 26.6% - 65歳以上の老人1人暮らし: 12.8% - 平均構成人数 - 世帯: 2.37人 - 家族: 2.85人 収入と家計 - 収入の中央値 - 世帯: 34,927米ドル - 家族: 42,089米ドル - 性別 - 男性: 32,075米ドル - 女性: 22,969米ドル - 人口1人あたり収入: 18,396米ドル - 貧困線以下 - 対人口: 9.5% - 対家族数: 6.6% - 18歳未満: 11.6% - 65歳以上: 10.5% |

## 都市と町
- グレンリン
- ナローズ
- ペアリスバーグ - 郡庁所在地
- ペンブローク
- リッチクリーク

### 未編入の町
| - エグルストン - ゴールドボンド - ホージスチャペル - キンボールトン - メイブルック | - ニューポート - プロスペクトデール - リップルミード - スタフォーズビル - ホワイトゲイト |